# 石顯
石顯（？—前33年），字君房，是西汉時期的宦官，濟南人（今屬山東章丘）。汉元帝年間，石顯趁漢元帝得病時專擅朝政，在其掌權期間大肆結黨營私，打擊異己。朝中重臣如周堪、劉更生等人皆因石顯的緣故而被廢官禁錮，帝师萧望之亦遭他陷害而自盡身亡。汉成帝繼位後石顯失勢，被彈劾免官，死於回鄉路途中。

## 生平

### 早年經歷
石顯年輕時因犯法而遭處以腐刑，後任中黃門，又被選為中尚書，汉宣帝時期石顯為中書官，他和另一名沛县出身的宦官弘恭分別擔任仆射與中书令的職位，汉元帝即位幾年後，中書令弘恭去世，其位由石顯接任。

### 權傾天下
後來，漢元帝因為得病而不再專注朝政，熱衷沉迷於音樂裡，他認為石顯長期擔任中書令，沒有自己的黨羽勢力，政事嫻熟值得信賴，於是便把各種政務都委託給石顯處理。朝中事務不論大小，全憑石顯說的話決定，石顯的尊貴和受到的寵信權傾朝廷，百官都恭敬地事奉著石顯。石顯機靈聰明，能夠體察漢元帝的心思，但其為人狡猾奸詐，常用各種詭計暗中打擊他人，只要是得罪於他者，石顯必定會嚴加報復。
初元年間，前将军萧望之和光祿大夫周堪、宗正劉更生都擔任給事中。蕭望之領尚書事，知道石顯專權奸邪，便陳述其意見說：「尚書是百官的根本，是國家政權的關鍵，應該讓公正通明的人擔任此職。漢武帝日夜遊宴於後宮，所以重用宦官，這並非舊制。不應由宦官擔任中書之職，不該讓受過刑罰者親近皇帝。」然而漢元帝並沒有採納蕭望之的建議，蕭望之也因為這次上奏惹怒石顯，導致日後蕭望之等人被石顯迫害，其中蕭望之被逼自殺而死，周堪、劉更生被廢官禁錮，不再任用。後來太中大夫張猛、魏郡太守京房、御史中丞陈咸、待詔贾捐之等人或是秘密上呈奏章，或在被皇帝召見時揭發石顯的短處。石顯對此則派人蒐羅他們的罪名，使京房、賈捐之被處死，張猛自殺於公車署內，陳咸則被剃去頭髮，淪為城旦。鄭令蘇建得到石顯的私信並把它上奏給漢元帝，石顯後來便以其他事由判處蘇建死刑。從此以後，公卿以下的百官們皆畏懼石顯，對其戰戰慄慄。
石顯又和中書仆射牢梁、少府五鹿充宗結成黨羽，那些依附於他們的人都可獲得高官顯位。民間對此傳唱歌謠到：「牢邪石邪，五鹿客邪！印何纍纍，綬若若邪！」道出石顯及其黨羽在朝中權勢的龐大與盤根錯節。
石顯見到左將軍冯奉世父子身為公卿，相當有名望，而馮奉世的女兒又入宮為昭仪，因此想依附馮家，於是石顯便向漢元帝推薦馮昭儀的哥哥谒者冯逡，說馮逡性情嚴整，可以在宮中侍奉。皇帝因此召見馮逡，打算任命他擔任侍中，馮逡趁機向漢元帝進諫，然而漢元帝在聽到馮逡說石顯專權後極為惱怒，立即罷黜馮逡，將其貶職為郎官。後來御史大夫之位空缺，群臣都舉薦馮逡之兄大鴻臚冯野王品行才能無與倫比可以勝任，漢元帝向石顯詢問他的意見，石顯說：「九卿之中沒有任何人比馮野王更適合勝任此職。不過，馮野王是馮昭儀的親兄，我擔心後世會因此認為陛下您不用眾多賢才，反倒偏袒親近後宮妃嬪的親屬，讓其擔任三公之職。」漢元帝說：「說的好，我沒有看到這一點。」於是下詔讚美馮野王，事實上卻廢棄而不重用他。

### 施計固寵
石顯深知自己大權獨攬，擔心一旦漢元帝手下偵知自己的情況，便會離間自己與皇帝的關係，所以他常常故意向漢元帝主動坦白自己的過錯。石顯某次出宮到官署徵用民力財物，石顯事先向漢元帝說明，說擔心自己太晚回宮，宮門關閉不得進入，請求到時候漢元帝下詔讓門吏開門，漢元帝答應了石顯的請求，石顯故意拖延至深夜才返回，稱說是漢元帝有詔書讓門吏開門進入。後來果然有人因此上書控告石顯專權、偽造皇帝詔書、私開宮門，漢元帝得知這件事後，笑著把那封奏書拿給石顯觀看。石顯趁機哭泣說：「陛下非常偏愛微臣，把政事交給我處理，下邊眾臣們無不嫉妒，他們老想陷害我，像這樣上書陷害我的事肯定不止一件，希望英明的君主您要了解我的忠心和處境。臣愚蠢卑賤，確實沒有辦法憑一己之力使所有人都滿意，使天下人怨恨我，臣請求歸還掌管國家樞機的重要官職，接受在後宮中打掃台階的差役，死而無憾！希望陛下您哀憐我，使我能平安地活下去。」漢元帝認為他說的都是實話，相當同情他，多次慰勞、勉勵石顯，更增加對他的賞賜。總計石顯得到的賞賜加上朝臣們給他的賄賂與贈禮共多達一萬萬。
一開始，石顯聽到眾人議論洶洶，說他殺了前將軍蕭望之。由於蕭望之是當時有名的儒士，相當有影響力，石顯害怕天下飽學之士會因此譏謗自己，該如何處理這件事一直是他的心病。當時，琅邪郡人贡禹舉明經成為諫大夫，他亦是一位著名的儒士，石顯趁機派人向貢禹示好，努力結交。不僅如此，石顯對待貢禹的禮節非常完備，更把貢禹推薦給漢元帝，讓貢禹越過九卿，直接當上了御史大夫。輿論因此稱頌石顯，認為石顯並沒有嫉妒或構陷蕭望之。石顯為人便是像這樣處心積慮玩弄詭計來逃脫禍患，取信於皇帝。

### 失勢而死
漢元帝晚年臥病，當時定陶王劉康頗受漢元帝寵愛，漢元帝一度考慮廢黜太子劉驁，改立劉康為儲，而石顯則大力維護太子的地位。漢元帝駕崩後，漢成帝剛剛繼位，就立刻把石顯調往長信宮擔任中太僕，俸祿為二千石。石顯失去漢元帝這座靠山後，失勢不到幾個月，丞相、御史們就向漢成帝列舉石顯先前犯下的罪惡，石顯及其黨羽牢梁、陳順皆被免官。石顯與妻子返回故鄉時，一路上憂心難安，食不下嚥，最終死於歸鄉的路途上。從前靠巴結石顯而獲得一官半職者，盡數被罷免。少府五鹿充宗被降職為玄菟郡太守，御史中丞伊嘉則被貶官為雁門郡都尉。长安民間對此又傳唱新的歌謠說：「伊徙雁，鹿徙菟，去牢與陳實無賈」。

## 延伸阅读
[在维基数据编辑]
 《漢書/卷093》，出自班固《漢書》